# Cerkiew Spotkania Pańskiego w Kožanach
Cerkiew Spotkania Pańskiego w Kožanach – drewniana greckokatolicka cerkiew filialna zbudowana w 1760 w Kožanach.
Należy do parafii Beloveža, dekanatu Bardejów w archieparchii preszowskiej Kościoła katolickiego obrządku bizantyjsko-słowackiego. Od 1968 posiada status Narodowego Zabytku Kultury.

## Historia
Czas powstania cerkwi nie jest ściśle ustalony. Zbudowano ją prawdopodobnie w 1698, choć niektórzy badacze przyjmują inną datę, późniejszą bo drugą połowę XVIII w. Była kilkakrotnie remontowana i przebudowywana. Między innymi restaurowana po 1945, w latach 1969–71 odnowiono polichromię i ostatnio odnowiona w 2004.

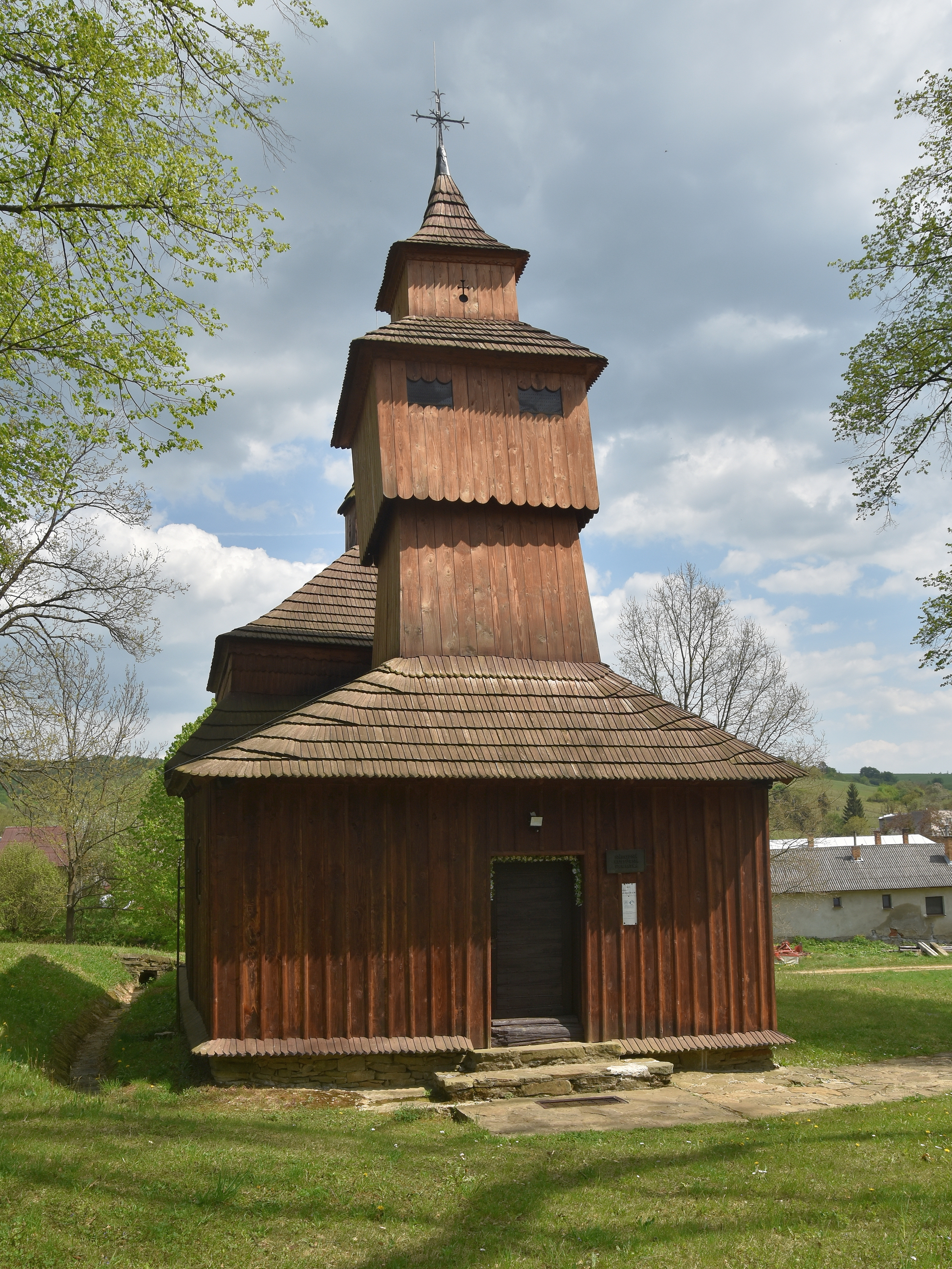
Elewacja frontowa
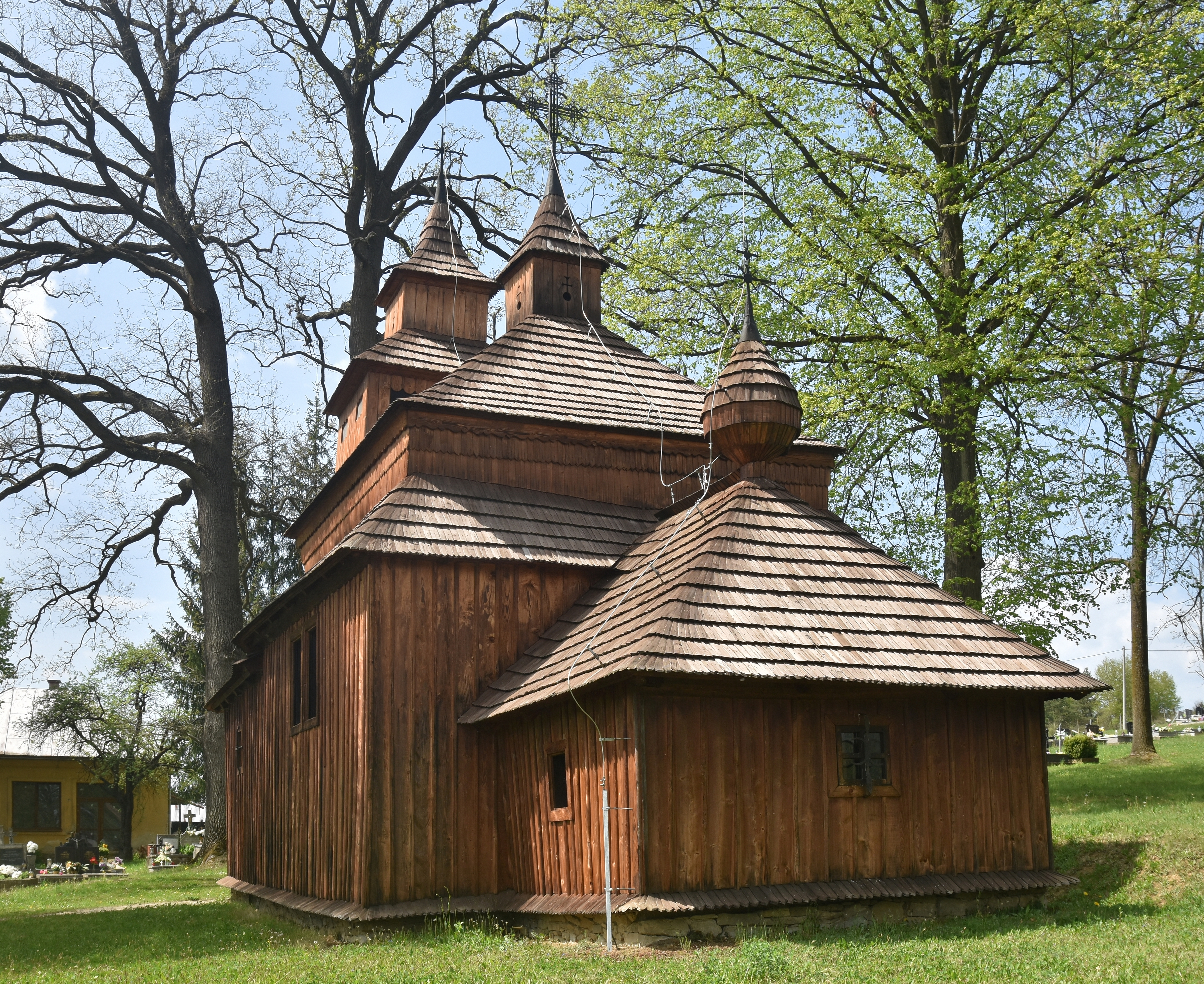
Widok od strony prezbiterium
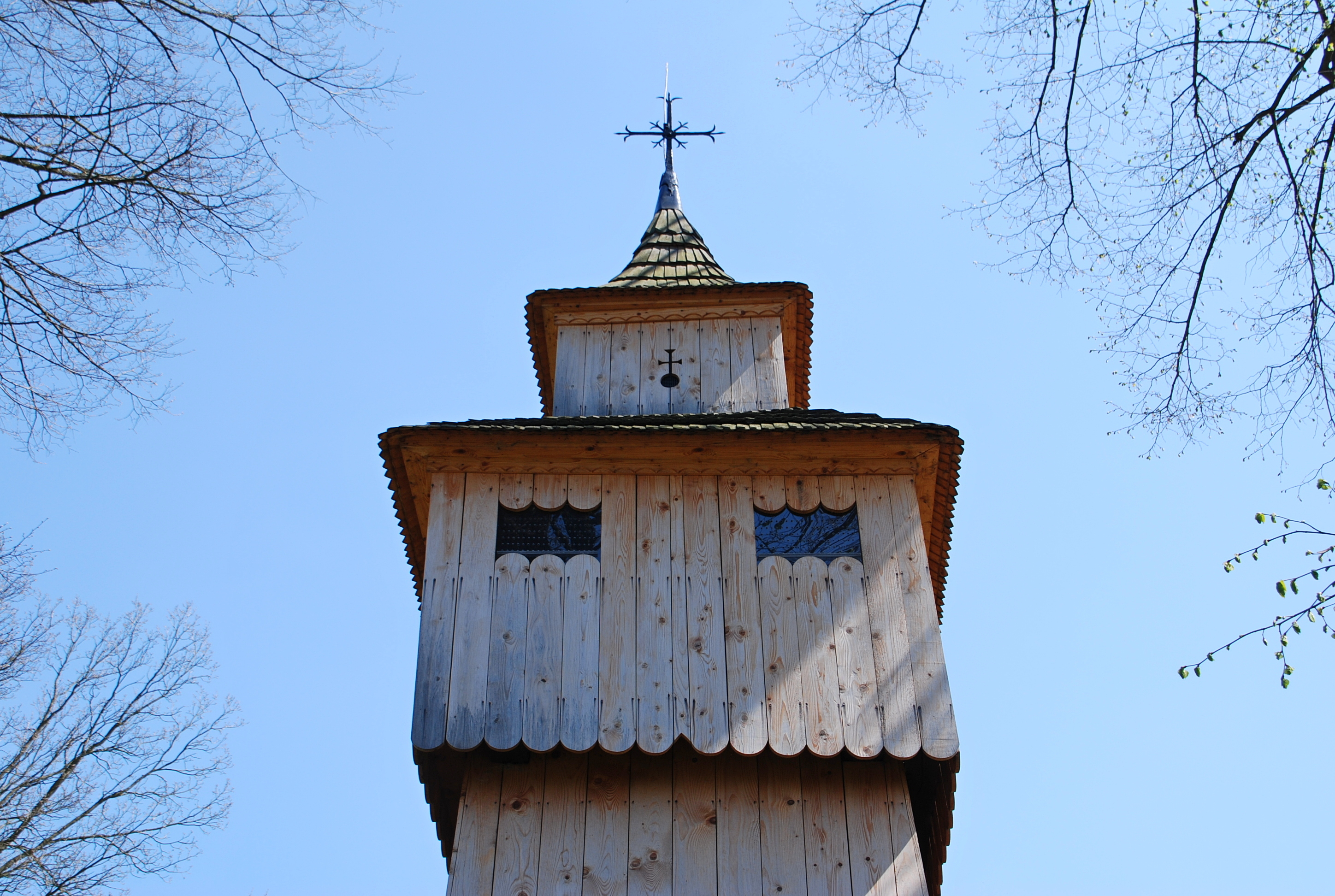
Wieża

## Architektura i wyposażenie
Jest to budowla drewniana konstrukcji zrębowej, orientowana, dwudzielna. Prezbiterium nieduże, mniejsze od nawy, na planie kwadratu, zamknięte prostokątnie. Brak oddzielnego zrębowego babińca. Nawa szersza prostokątna, od jej zachodniej strony wieża słupowo-ramowa o pochyłych ścianach z izbicą. Na wieży dzwony; jeden z nich datowany na 1406, należy do najstarszych we wschodniej Słowacji. Nad prezbiterium dach trójspadowy, nad nawą łamany namiotowy. Dachy pokryte gontem, ściany oszalowane.
Wewnątrz zrębowe kopuły w nawie i prezbiterium. Wnętrze nawy i prezbiterium zdobi polichromia figuralna i ornamentalna z 1797. W ozdobnych kartuszach ukazane są sceny biblijne i postaci świętych. Na wschodniej ścianie sanktuarium przedstawienie Chrystusa z krzyżem i aniołami, na południowej Opieki Matki Bożej. W nawie Ukrzyżowanie, sceny z życia Adama i Ewy, wizerunki apostołów. Dekoracja malarska kopuły to przedstawienie koronacji Matki Bożej, czterech ewangelistów i trzech hierarchów.

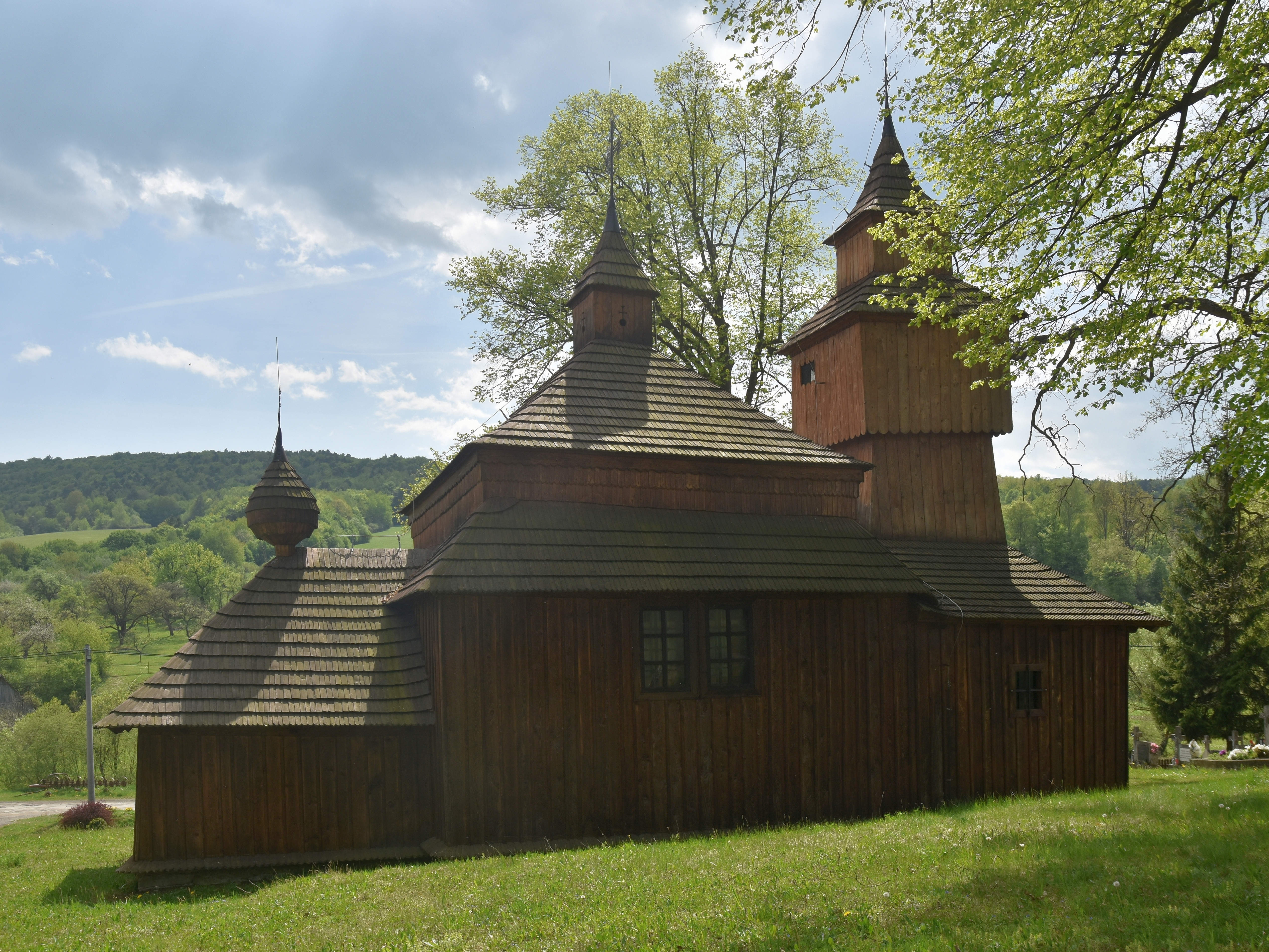
Elewacja północna
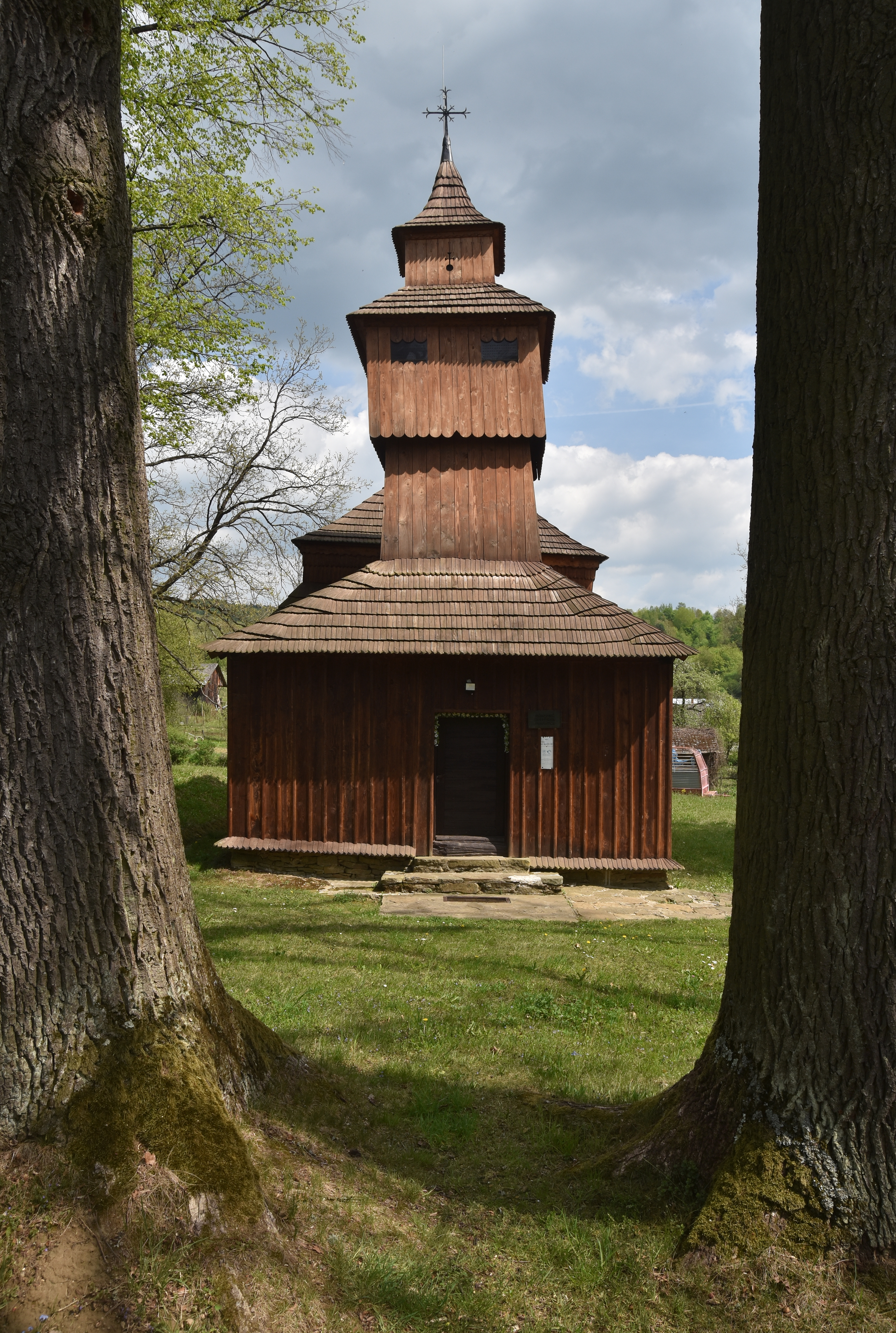
Otoczenie
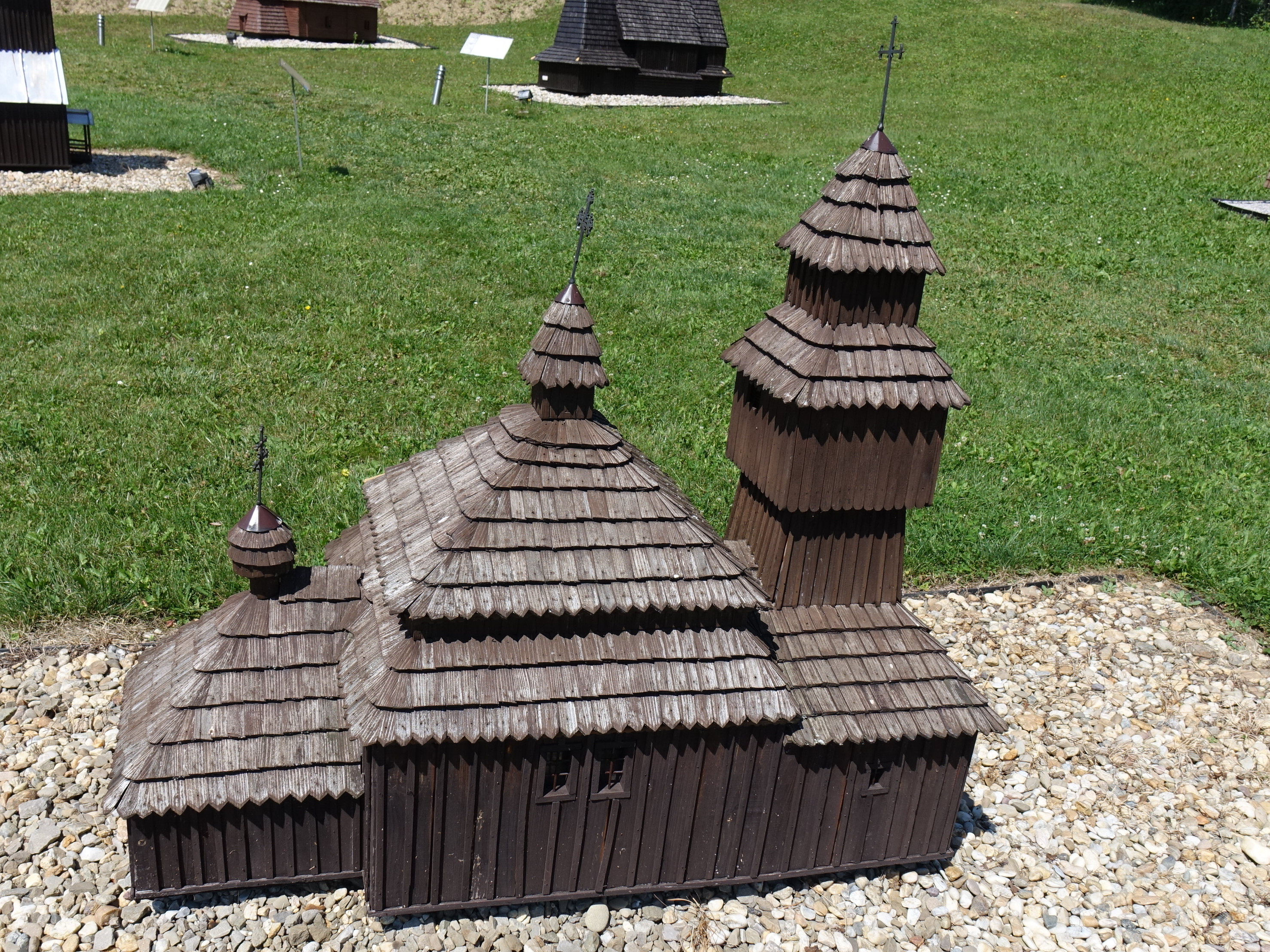
Replika w miniskansenie Ľutina

Ikonostas o nietypowym układzie składa się z ikon z różnych okresów. Najstarsze są malowidła na predellach poniżej ikon namiestnych: Chrystusa Pantokratora i Spotkania Pańskiego z XVII w. 
Fundatorem polichromii był Adam Čajka, a niektórych ikon ikonostasu Ignacy Čajka. 